# 滨海弗兰卡维拉 (科森扎省)
滨海弗兰卡维拉（義大利語：Francavilla Marittima）是意大利科森扎省的一个市镇。总面积32.88平方公里，人口3002人，人口密度91.3人/平方公里（2009年）。ISTAT代码为078056。